# Vierge à l'Enfant de Saint-Alban (Côtes-d'Armor)
La Vierge à l'Enfant (dite Notre-Dame du Bon Voyage) de la Chapelle Saint-Jacques-le-Majeur à Saint-Alban, une commune du département des Côtes-d'Armor dans la région Bretagne en France, est une sculpture créée au XIVe siècle. La Vierge à l'Enfant en granite est inscrite monument historique au titre d'objet le 22 mars 1974. 